# Бернакевич Леся Євстахіївна
Ле́ся Євста́хіївна Бернаке́вич (19 грудня 1966, Львів) — українська письменниця.

## Біографічні дані
Закінчила вокальне відділення Львівського музичного училища імені Станіслава Людкевича та факультет журналістики Львівського державного університету імені Івана Франка.
Була артисткою хорової капели «Трембіта» Львівської державної філармонії, акторкою театру «Драма» при Львівському Будинку актора. Згодом працювала кореспондентом в обласній пресі: «Міліцейський кур'єр», «За вільну Україну», «Крок», редактором газети «Літературний Львів»; близько десяти літ висвітлювала проблеми вітчизняної медицини в часописі «Український шлях». Обиралася заступником голови Львівської організації Національної спілки письменників України. З 2005 року — на посаді відповідального секретаря обласної письменницької організації. Член приймальної комісії в Києві (2007—2011 та з 2018 року).
Леся Бернакевич — авторка романів «Випадок у вендиспансері» (2002, 2004), «Сувенір невідомого майстра» (2002, 2004), «До зустрічі в суді» (2008), «Не в своїй тарілці» (2009), «Заходить до хати вампір волохатий» (2010, 2016), «Лялька з болота» (2011), «Жар-птиці гуртом не літають» (2013), «Ласкаво просимо до психлікарні» (2015), «Сенсація психіатра Мудка» (2016), «Адвокат на олінклюзів» (2017), «На тихих торфовиськах» (2019), «Комедія в божевільні» (2019), "Мужчина, з яким нічого не було" (2024); повістей «Велика образа» (1999), «Кумпарсіта» (2001), «Львівська вендета» (2002, 2004), «Скелет у шафі» (2009, 2012, 2016), «Дорогі ви, наші цьоцю» (2012, 2016), «Скасуйте заповіт» (2015, 2016), "Свист мавпенятка" (2023); збірок гуморесок, новел та оповідань «Шик і пшик» (1998), «Сучасні моменти життя і смерті» (1999), «Любовні зигзаги» (2000), «Тарган у тісті» (2007). Також у співавторстві з Юрієм Підсадочним опублікувала повість-фентезі «Рука» (2010), книжки для дітей «Творчики. Казки комп'ютерних істот» (2012) та «Про нечисту силу для дітей сміливих» (2014). 
Захопившись культурою та літературою країн колишньої Югославії, переклала на українську мову та опублікувала в місцевій періодиці окремі оповідання сербських та хорватських прозаїків: Стевана Сремаца, Бранка Чопича, Гліші Бабовича, Дубравки Петек, Августина Стіпчевича, Бранка Хорватича.
Член Національної спілки письменників України від 2003 року.

## Нагороди та відзнаки
- Дипломант конкурсу «Вишневі усмішки-2005»
- Лауреат Всеукраїнської літературної премії імені Ірини Вільде (перше місце) 2009 року за роман «До зустрічі в суді»;
- Лауреат Львівської обласної премії імені Богдана Лепкого в номінації «Проза» 2013 року — за романи «Заходить до хати вампір волохатий», «Лялька з болота» й «Жар-птиці гуртом не літають» та за збірку повістей «Дорогі ви, наші цьоцю».
- Лауреат премії імені Пантелеймона Куліша (2019) за романи «Ласкаво просимо до психлікарні», «Сенсація психіатра Мудка» та «Адвокат на юлінклюзів».
- Дипломант Міжнародного конкурсу рукописів прози на найкращу книгу «Крилатий лев» (2022) — за роман «Якщо я буду добрим чоловіком, то стану поганим … сином».
- Нагороджена у 2016 році золотою медаллю «Почесна відзнака» Національної Спілки Письменників України.
- Нагороджена у 2018 році медаллю короля Данила.